# Mickaël Roche
Mickaël Roche (Papeete, 1982. december 24. –) tahiti labdarúgó, aki jelenleg az AS Dragon játékosa.

## Fordítás
- Ez a szócikk részben vagy egészben  a   Mickaël Roche című angol Wikipédia-szócikk fordításán alapul.  Az eredeti cikk szerkesztőit annak laptörténete sorolja fel. Ez a jelzés csupán a megfogalmazás eredetét és a szerzői jogokat jelzi, nem szolgál a cikkben szereplő információk forrásmegjelöléseként.